# FC Stäfa
Der FC Stäfa ist ein Fussballverein mit Sitz in Stäfa im Bezirk Meilen im Kanton Zürich. Gegründet wurde er 1895. Seine Heimspiele trägt der Klub auf dem Sportplatz Frohberg aus.

## Geschichte
Der FC Stäfa wurde 1895 von den Brüdern Ferdinand und Walter Kägi sowie von Walter Schärer gegründet. 1909 wurde der FC Stäfa in die Schweizerische Fussball-Association aufgenommen.
1913 verliess der FC Stäfa den Zürcher Fussballverband, da er zwischen 1903 und 1915 ums Überleben kämpfte. 1916 gab es eine Fusion mit dem FC Männedorf. Der fusionierte Verein erhielt den Namen FC Sea-Boys. Seit 1921 wurde eine rapide Zunahme von Aktivmitgliedern und Junioren festgestellt. 1923 traten die Sea-Boys wieder dem Zürcher Fussballverband bei. Mit Saisonbeginn 1941 wurde der Name wieder in Fussballclub Stäfa abgeändert. Im Schweizer Cup 1946/47 sowie 1985/86 nahm der FC Stäfa an der Hauptrunde teil.
Von 1993 bis 1995 war der Niederländer Johan Neeskens Trainer. In der Ära Neeskens spielte Stäfa in der 1. Liga.

## Mannschaften
Der FC Stäfa besitzt 40 Mannschaften. Davon sind insgesamt 4 Frauenmannschaften, 3 Seniorenmannschaften, 3 Männermannschaften, 5 Juniorinnenmannschaften, 1 Kickerschool für die Kleineren und 24 Juniorenmannschaften (Stand: 2022).

## Bekannte Spieler und Trainer
- Walter Iselin
- Johan Neeskens, Trainer 1993–95
- Jonas Elmer
- Jürgen Seeberger
- Georges Bregy
- Hubert Münch
- Maurice Brunner